# فيلينوس الكوسي

فيلينوس الكوسي،هو طبيبٌ يوناني قديم من جزيرة كوس، عُرف بتأسيسه المدرسة التجريبية في الطب، كان تلميذاً لهيروفيلوس، ومعاصراً لباخيوس و سلفاً لسيرابيون الإسكندري و شريكاً له في تأسيس المدرسة التجريبية في الطب, و التي جاءت لتكسر حالة الانفراد التي كانت تحظى بها المدرسة العقائدية، كما فتحت الطريق أمام ظهور المدرسة المنهجية على يد ثيميسون.، عارض فيلينوس معاصره باخيوس في أحد أعماله، كما كتب في علم النبات.